# Erki Pütsep
Erki Pütsep (nascido em 25 de maio de 1976) é um ciclista de estrada profissional estoniano, que compete para a equipe Alpha Baltic-Unitymarathons.com. É três vezes campeão nacional de estrada (2004, 2006 e 2007) e venceu o Grande Prêmio Tallin-Tartu em 2007. Em 2001, Pütsep venceu o Baltic Chain Tour, que foi realizado na Lituânia, Letônia e Estônia.
Em Sydney 2000, participou na prova de estrada, não obtendo um bom resultado ao terminar em 54º.
Em Atenas 2004, Pütsep voltou a competir na mesma prova, mas não conseguiu terminar a corrida.